# Jean de Bourbon (religieux)
Jean de Bourbon dit Jean III de Bourbon, né vers 1413 au château de Bouthéon et mort le 2 décembre 1485 au prieuré de Saint Rambert (Loire), est un prélat français du XVe siècle.
Il fut prieur de Saint Rambert et de Montverdun, abbé de Saint-André et de Cluny, évêque du Puy et administrateur de l'archidiocèse de Lyon, ainsi que lieutenant-général du Languedoc. Il est l'un des fils naturels du duc Jean Ier de Bourbon.

## Biographie
Né vers 1413 dans le Forez, au château de Bouthéon,,, Jean de Bourbon est l'un des fils naturels de Jean Ier de Bourbon, duc de Bourbon et d'Auvergne, comte de Forez.
Après des études à Avignon, il entre à l'abbaye Saint-André de Villeneuve-lès-Avignon où il devient abbé. En 1443, il est élu évêque du Puy. Il fait reconstruire le palais épiscopal, restaure le Château des évêques du Puy à Monistrol, érige le donjon d'Yssingeaux et reconstruit l'église de Lavoûte-Chilhac.
Il est élu archevêque de Lyon en 1444 par le chapitre, mais le roi Charles VII s'y oppose car, pour ce poste important, il ne veut pas du frère de Charles Ier de Bourbon (un des participants à la Praguerie des années 1441-1442). Jean se désiste alors au profit de son jeune neveu Charles, qui a alors 11 ans. Le roi et le pape refusent d'approuver cette élection et nomment Geoffroy de Vassali, jusqu'alors archevêque de Vienne. A la mort de ce dernier en 1446, Charles de Bourbon arrive à se faire confirmer son élection. Le pape nomme alors un administrateur, Jean du Gué, évêque d'Orléans. Mais après la mort de ce dernier, Charles confie à Jean de Bourbon, à partir de 1449 et jusqu'en 1466, l'administration du diocèse de Lyon.
Il est aussi abbé commendataire de l'abbaye de Cluny de 1456 à 1480 et restera administrateur perpétuel jusqu'à sa mort. Il est connu pour avoir restauré et embelli l'abbaye, notamment par deux constructions: un palais abbatial (abritant aujourd’hui le musée d’art et d’archéologie de Cluny) et une chapelle privée. Certains auteurs lui attribuent la fondation de l'Hôtel de Cluny à Paris au lieu de son successeur l'abbé Jacques d'Amboise.
En 1465, il prend part à la ligue du Bien public aux côtés de son neveu, le duc Jean II de Bourbon. En 1466, ce dernier le nomme lieutenant-général du Languedoc mais Louis XI le destitue en 1474. Jean II le nomme alors lieutenant-général du Forez. Il retrouvera son office du Languedoc en 1484.
En 1468, son neveu Charles, en tant qu'abbé de l'Île-Barbe, le nomme prieur de Saint-Rambert-en-Forez. Situé à mi-chemin de Cluny et du Puy-en-Velay, il fait de ce prieuré sa résidence principale. Il peut ainsi concilier ses fonctions d'évêque dans le Velay, d'abbé en Bourgogne et de lieutenant général en Forez. Vers 1482, au décès de son neveu Renaud de Bourbon, prieur de Montverdun, il reçoit également ce prieuré, qu'il restaure.
Jean de Bourbon meurt le 2 décembre 1485 dans le prieuré de Saint-Rambert. Il est enterré à Cluny, dans la chapelle qui porte son nom.

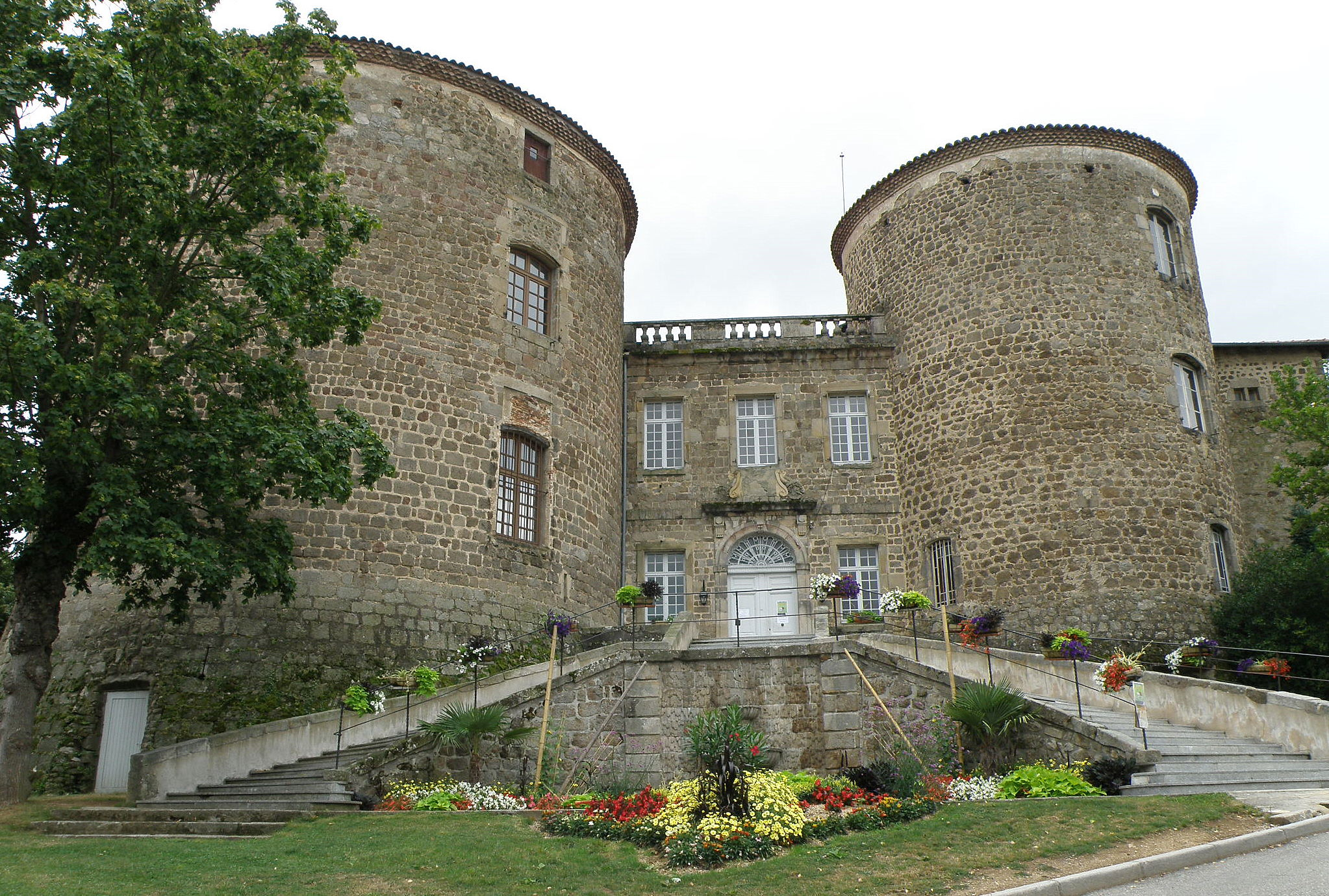
Château des Évêques à Monistrol.
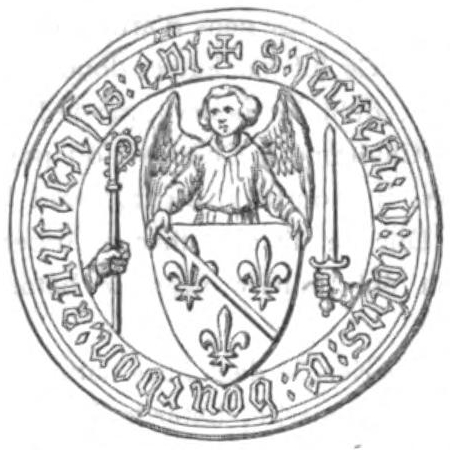
Sceau secret comme évêque du Puy.
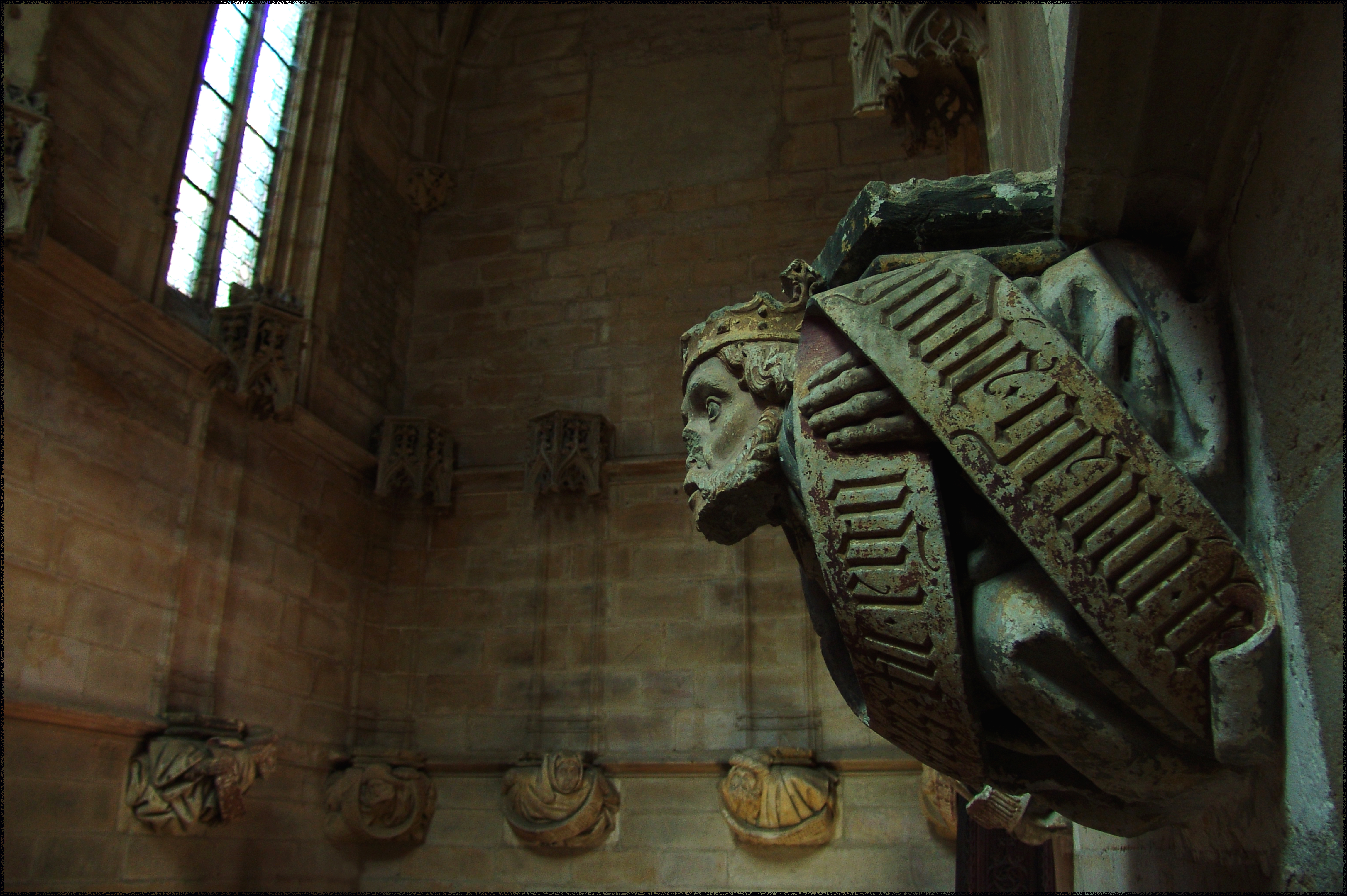
La chapelle Jean de Bourbon à Cluny.
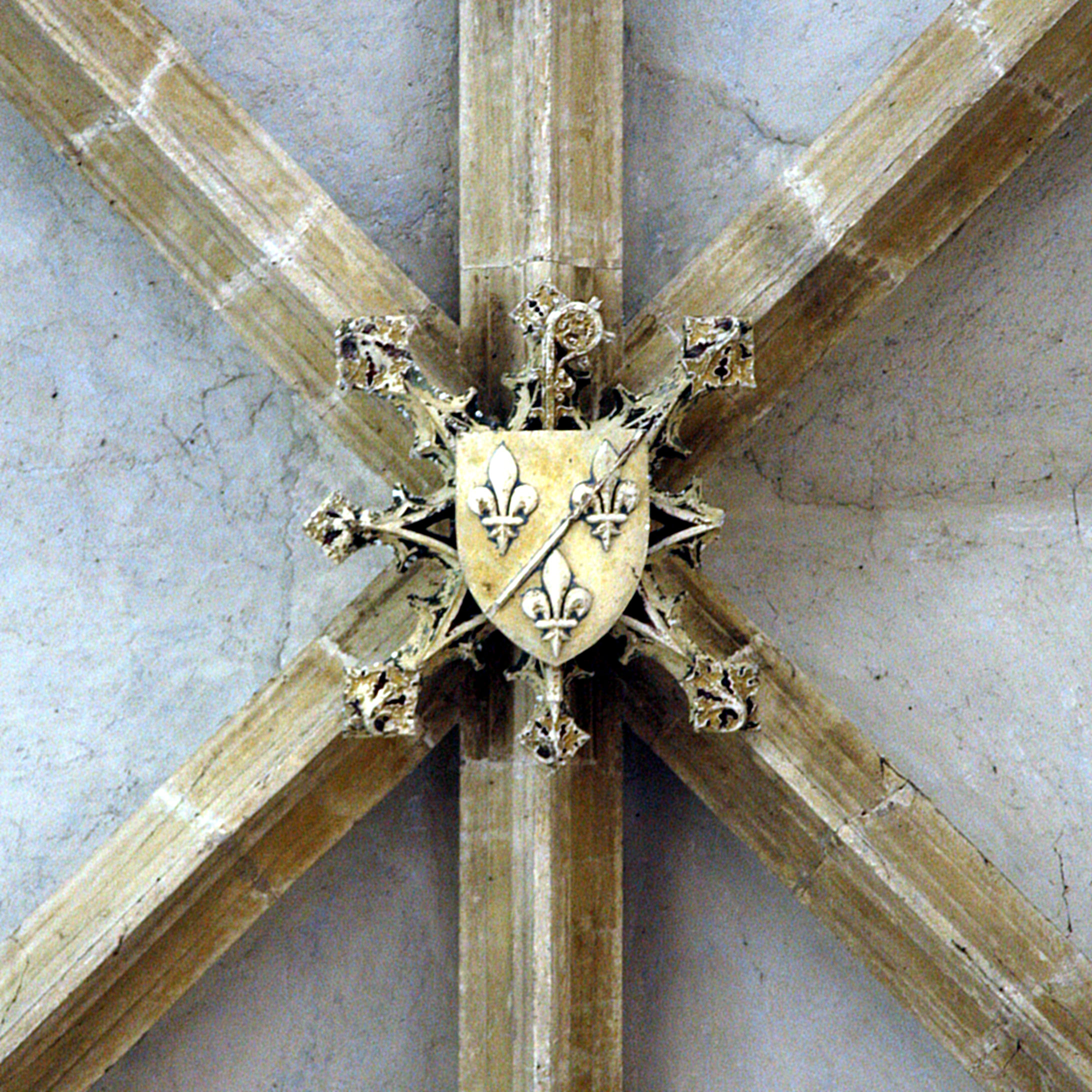
Blason des Bourbon à Cluny.
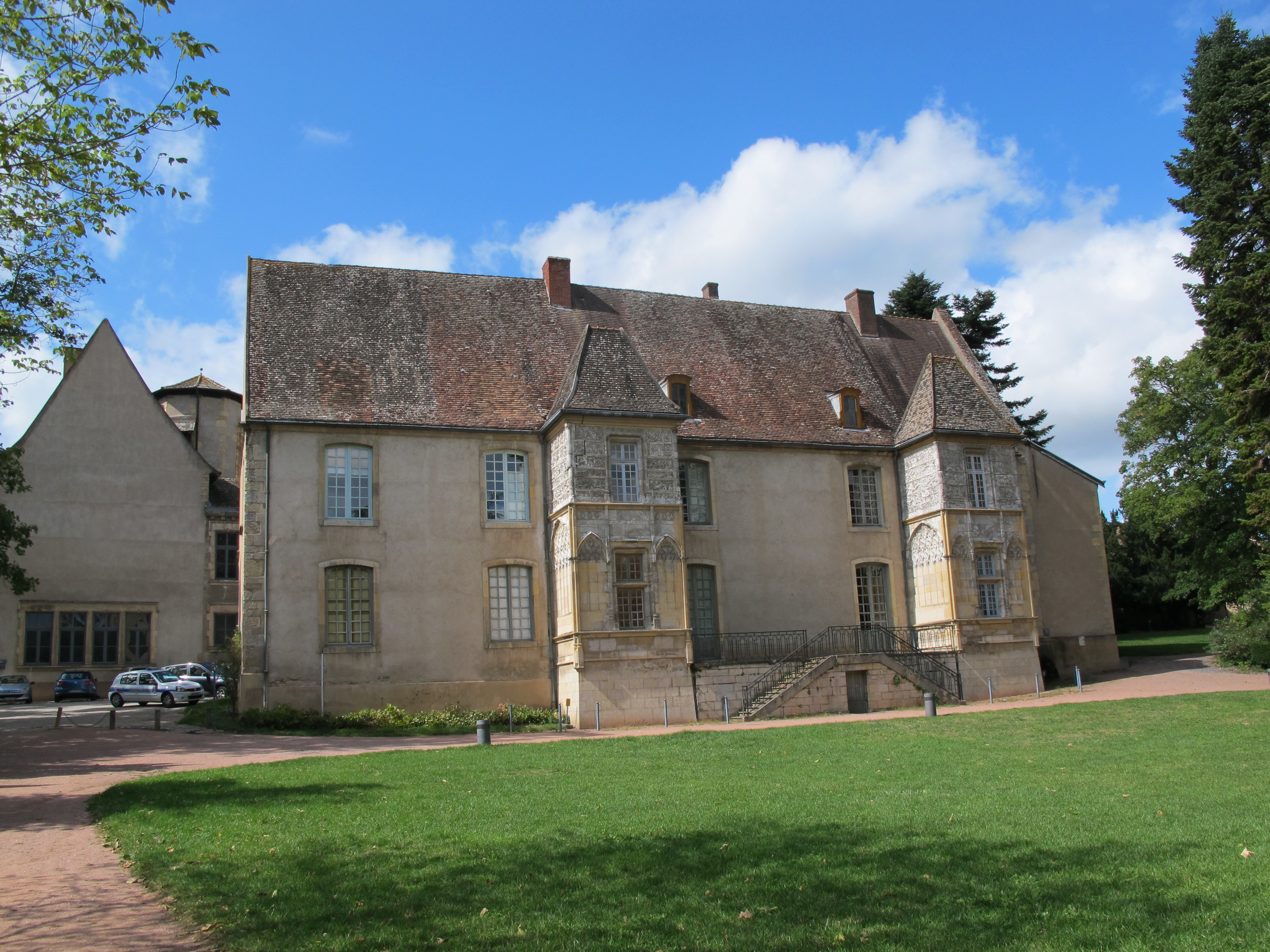
Palais de l'abbé Jean de Bourbon, Cluny.
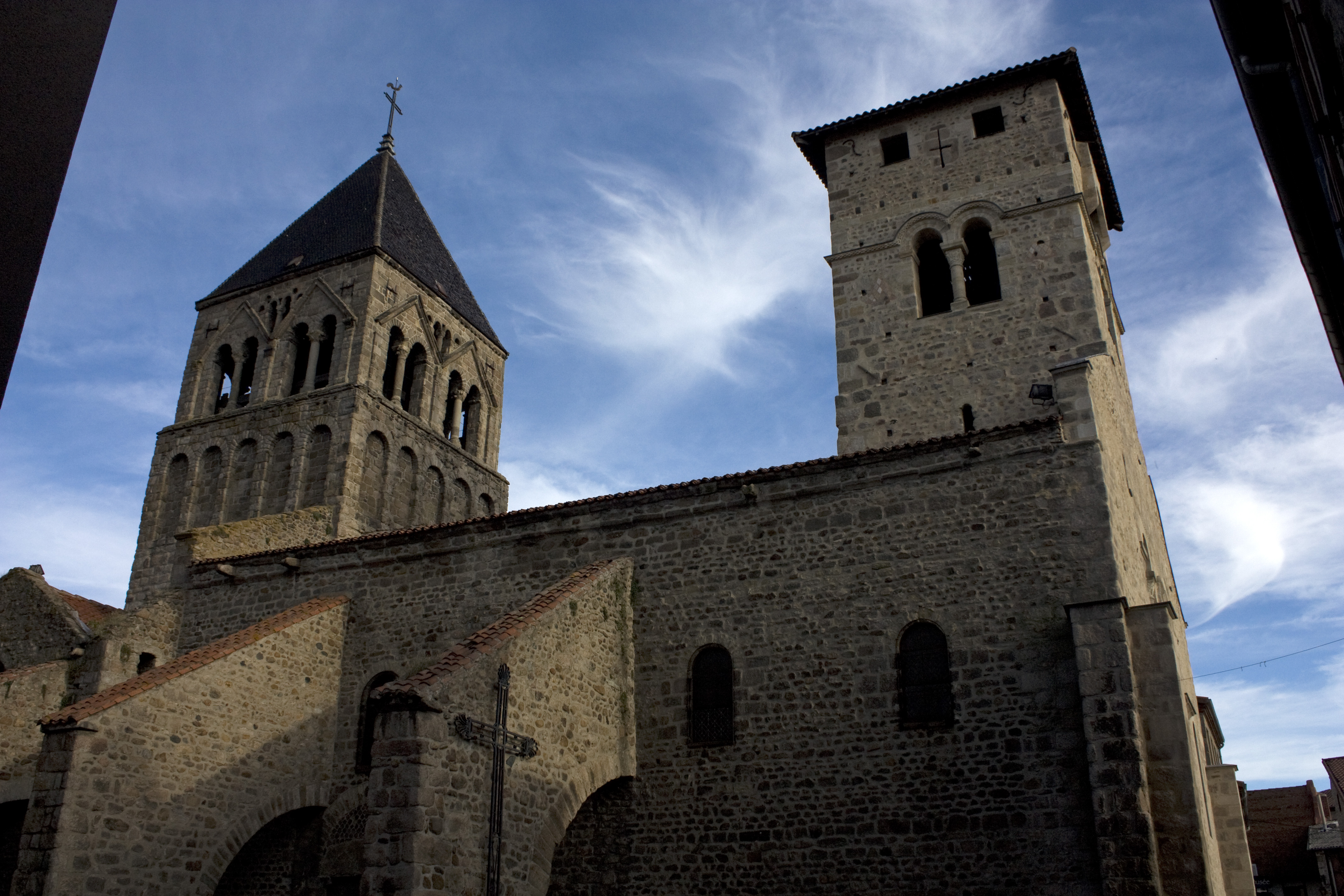
Prieuré de Saint Rambert.